# Атлантический тарпон
Атлантический тарпон (лат. Megalops atlanticus) — морская рыба рода тарпонов монотипического семейства тарпоновых.

## Описание
Максимальная длина тела 250 см, а масса — 161 кг. Продолжительность жизни до 55 лет.

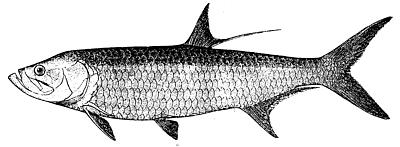

Тело удлинённое, сжато с боков, покрыто очень крупной чешуёй. Голова большая, её длина составляет 25—31 % от стандартной длины тела. Косой, верхний рот, нижняя челюсть сильно выдаётся вперёд. Несмотря на довольно большой рот, у атлантического тарпона зубы на челюстях, сошнике, нёбе, костях ротовой полости и основании черепа очень мелкие, ворсинковидные, сидят плотно друг к другу. Вдоль нижней челюсти тянется удлинённая костная пластинка, служащая для перемалывания твёрдой пищи. Спинной плавник с коротким основанием расположен в средней части спины. Его передняя часть намного выше задней. В плавнике 13—15 мягких лучей, последний луч значительно длиннее остальных и достигает хвостового стебля.
Анальный плавник с 22—25 мягкими лучами, передняя часть более высокая и имеет треугольную форму. У взрослых особей последний луч также удлинён¸ но в меньшей степени, чем в случае спинного плавника.
Боковая линия с 41—48 прободёнными чешуйками, поры разветвлённые. Позвонков 53—57.
Бока тела и брюхо серебристого цвета, спина и верх головы с синим или тёмно-зелёным оттенком. Однако окраска тела может принимать коричневый или латунный оттенок в зависимости от места обитания. Спинной и анальный плавники имеют тёмные края.
Уникальной характеристикой во внутреннем строении атлантического тарпона является модификация плавательного пузыря. Пузырь соединён протоком с пищеводом, что открывает прямой доступ в него воздуха, поступающего при заглатывании тарпоном воздуха из атмосферы. Стенки пузыря со всех сторон окружены губчатой альвеолярной тканью, пронизанной капиллярами. Атлантический тарпон вместе с близкородственным индо-тихоокеанским тарпоном являются единственными морскими рыбами, способными дышать атмосферным воздухом, используя для этого плавательный пузырь.

## Распространение
Широко распространёны в Атлантическом океане. Вдоль побережья Африки встречаются от Сенегала до Анголы, единично — в прибрежных водах Португалии, Азорских островов и юга Франции. В западной части Атлантического океана наиболее многочисленны в Мексиканском заливе, у берегов Флориды и Вест-Индии. Северная граница ареала доходит до полуострова Кейп-Код и Новой Шотландии, а южная — до Аргентины. Отмечены единичные поимки в Тихом океане у Панамского канала и острова Койба.
Обитают недалеко от берега на глубине 0—30 м, обычно не глубже 15 м. Могут заходить в солоноватоводные заливы, эстуарии и даже в пресноводные устья рек.

## Размножение
Атлантические тарпоны впервые созревают в возрасте 6—7 лет. Длина тела впервые созревающих самок варьирует от 110 до 128 см, а самцов — от 90 до 120 см. У берегов Флориды нерестятся в мае—августе, а у побережья Бразилии в октябре—январе. По некоторым данным могут нереститься в течение всего года. Места нереста точно неизвестны, но вероятно расположены на значительном удалении от берега. Интенсивность нереста, по-видимому, связана с лунными циклами и его пики наблюдаются через 3—5 дней после полнолуния и в течение недели после новолуния. Плодовитость зависит от размеров самок и колеблется от 4,5 до 20,7 млн икринок. Отмечены особи, повторно созревающие в течение одного сезона.
Продолжительность инкубационного периода составляет 2—3 дня. Из икринок вылупляются прозрачные личинки лентовидной формы, так называемые лептоцефалы. В своём развитии личинки проходят три стадии. Продолжительность первой стадии 2—3 месяца, за это время личинки вырастают от 6 до 28 мм. Вторая стадия продолжается 20—25 дней, а длина тела уменьшается до 14—15 мм. В третьей стадии личинки продолжают расти в течение 7—8 недель. При длине тела около 40 мм проходит метаморфоз и молодь приобретает внешний вид взрослых особей. Пелагические личинки постепенно переносятся течениями ближе к берегу.

## Питание
Личинки на первой стадии развития абсорбируют питательные вещества из воды через покровы тела. На второй стадии личинки начинают питаться зоопланктоном, преимущественно копеподами и остракодами. Помимо зоопланктона в состав рациона молоди входят насекомые и мелкие рыбы. По мере роста всё большую роль в питании играют рыбы (пецилиевые и карпозубовые), а также крупные беспозвоночные (креветки и крабы). Взрослые особи атлантического тарпона являются хищниками и питаются рыбой (кефалевые, спаровые, морские сомообразные, сельдевые, саргановые), креветками и крабами.
Атлантический тарпон избран одним из официальных символов штата Алабама.